# Genri Nippon

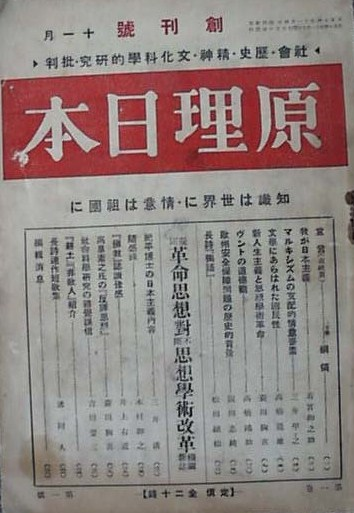
Le journal Genri Nippon édité par le groupe.

 (juillet 2024).
Si vous disposez d'ouvrages ou d'articles de référence ou si vous connaissez des sites web de qualité traitant du thème abordé ici, merci de compléter l'article en donnant les références utiles à sa vérifiabilité et en les liant à la section « Notes et références ».
Genri Nippon (原理日本社) est un groupe d'extrême droite japonais, ou uyoku dantai, actif avant la Seconde Guerre mondiale. Il est lié à Minoda Muneki.

## Histoire
Il trouve son origine dans un groupe créé en 1927 à l'université Keio, à Tokyo.
Durant les années 1930 et 1940, il participe à des actions de persécutions envers les mouvements universitaires socialiste et libéraux.
Le groupe est dissout en 1945 au début de l'occupation américaine du Japon.

## Structure
Le mouvement disposait de son propre journal.